# Debelo crevo
Debelo crevo (lat. intestinum crassum) je završni deo digestivnog trakta koji se nastavlja na tanko crevo (lat. intestinum tenue). Dužine je oko 2 metra i ima promenljiv dijametar (na početku 8-10 cm, a u nishodnom delu 3-4 cm). Debelo crevo počinje u desnoj bedrenoj jami i pruža se od tzv. ileocekalnog otvora do čmarnog otvora ili anusa.
Debelo crevo prihvata iz tankog creva sadržaj iz koga apsorbuje vodu i soli. Osim toga, ono prikuplja nesvarene ostatake koje u procesima vrenja i truljenja pretvara u izmet (feces). U njemu se takođe nalazi mnoštvo bakterija koje imaju sposobnost sinteze vitamina koje organizam apsorbuje.
Većina izvora definiše debelo crevo kao kombinaciju slepog creva, creva, rektuma, i analnog kanala. Neki izvori isključuju analni kanal.
Kod ljudi, veliko crevo počinje u desnom bedrenom regionu karlice, neposredno na ili ispod struka, gde se pridružuje kraju tankog creva kod slepog creva, preko ileocekalnog ventila. Ono zatim nastavlja kao stub penjući se kroz abdomen, preko širine trbušne šupljine kao poprečno crevo, i zatim se spušta do rektuma i završava se u analnom kanalu. Sveukupno, kod ljudi, debelo crevo je oko 1,5 m dugo, što je oko jedne petine celokupne dužine gastrointestinalnog trakta.

## Građa
Debelo crevo sastoji se od tri dela:
- slepog creva (lat. cecum),
- kolona (lat. colon) i
- zadnjeg ili čmarnog creva (lat. rectum).

Ovaj deo digestivnog trakta počinje od ileocekalnog otvora, na kome se nalazi zalistak koji sprečava vraćanje sadržaja iz debelog u tanko crevo. Slepo crevo je slepo zatvoreno na svom donjem delu i odatle potiče njegov naziv. Od njega se naniže spušta crvuljak (lat. appendix vermiformis), koji se u narodu često pogrešno naziva slepim crevom. Ovaj organ je veoma varijabilan u pogledu morfologije i odnosa tako da njegova dužina varira od 2 do 25 centimetara, a promer između 5 i 8 milimetara. Od desne bedrene jame, u kojoj je smešteno slepo crevo, pruža se naviše ushodni deo debelog creva (lat. colon ascendens). Na donjoj strani jetre crevo skreće ulevo i do levog hipohondrijačnog predela se pruža njegov poprečni deo (lat. colon transversum). Odatle se spušta nishodni deo debelog creva (lat. colon descendens) sve do leve bedrene jame. Od njega polazi sigmoidni deo (lat. colon sigmoideum) koji se u predelu 3. sakralnog kičmenog pršljena nastavlja u čmarno crevo.
Debelo crevo krvlju snabdevaju sledeće arterije: arteria colica media, arteria colica dextra, arteria ileocolica, a colica sinistra i arteriae sigmoideae. Vene koje polaze od creva su pritoke gornje i donje mezenterične vene. Živci za debelo crevo potiču iz vegetativnog celijačnog spleta.

## Mikroanatomija

### Crevne kripte
Zid debelog creva je prekriven sa jednostavnim crevnim epitelom sa invaginacijama. Invaginacije se nazivaju intestinalnim žlezdama ili kriptama debelog creva.
Crevne kripte su oblikovane kao mikroskopski debeo zid testnih cevi sa centralnim otvorima (kriptni lumen). Ovde su prikazane četiri sekcije tkiva, dva preseka duž dugih osa kripti i dva preseka koja su paralelna sa dugim osama. Na ovim slikama ćelije su imunohistohemijski obojene tako da je smeđe-narandžasta boja prikazana ako ćelije proizvode mitohondrijski protein koji se zove citohrom c oksidazna podjednicia I (CCOI). Ćelijska jedra (locirana na spoljašnjem obodu ćelija koje prekrivaju zidove kripti) su obojena plavo-sivo sa haematoksilinom. Kao što se može videti u panelima C i D, kripte su oko 75 do oko 110 ćelija duge Baker et al. su utvrdili da prosečni obim kripte sadrži 23 ćelije. Stoga, na ovde prikazanim slikama, kripte debelog creva sadrže u prosek oko 1,725 do 2530 ćelija. Nooteboom et al. su mereći broj ćelija u malom broju kripti odredili opseg od 1500 do 4900 ćelija pok kripti debelog creva. Ćelije se formiraju u osnovi kripte i zatim migriraju naviše duž kriptne ose pre nego što budu odbačene u lumen debelog creva nakon više dana. U bazi kripte je prisutno 5 do 6 izvornih ćelija.
Prema proceni na bazi slike u panelu A, postoji oko 100 kripti debelog creva po kvadratnom milimetru epitela debelog creva. Pošto je prosečna dužina ljudskog debelog creva oko 160.5 cm i prosečni unutrašnji obim creva je oko 6.2 cm, unutrašnja površina epitela ljudskog debelog creva je u proseku oko 995 cm2, čime je obuhvaćeno 9.950.000 (oko 10 miliona) kripti.
U četiri tkivna preseka koja su ovde prikazana, mnoge intestinalne žlezde sadrže ćelije sa mutacijom mitohondrijske DNK u CCOI genu i stoga uglavnom izgledaju belo, pri čemu je njihova glavna boja plavo-sivo obojenje jedra. Kao što se može videti u panelu B, izgleda da porcija matičnih ćelija tri kripte ima mutaciju u CCOI, stoga 40% do 50% ćelija koje nastaju iz tih matičnih ćelija formiraju bele segmente na površinama poprečnih preseka.
Sveukupno, procenat kripti koje su CCOI deficitarne je manji od 1% pre uzrasta od 40, a zatim se linearno povećava sa starosnim dobom. Kripte debelog creva sa CCOI deficitom kod žena dostižu u proseku nivo od 18%, a kod muškaraca 23% do doba od 80–84 godina.
Kripte debelog creva se mogu reprodukovati fisijom, kao što se može videti u panelu C, gde se kripta deli da formira dve kripte, i u panelu B gde je bar jedna kripta u procesu fisije. Većina kripti sa CCOI deficitom su u klasterima kripti (klonova kripti) sa dve ili više CCOI-deficitarnih kripti jedna pored druge (vidi panel D).

#### Sluzokoža
Oko 150 od mnogih hiljada gena koji kodiraju proteine je izraženo u debelom crevu, neki od kojih su specifični razne regione sluzokožne membrane. Među njima je CEACAM7.

## Funkcija
Debelo crevo apsorbuje vodu i preostale apsorptivne nutrijente iz hrane pre nego što se nesvarljiva materije pošalje ka rektumu. Debelo crevo apsorbuje vitamine koje su formirale crevne bakterije, kao što su vitamin K (koji je posebno važan pošto dnevni unos vitamina K normalno nije dovoljan za održavanje adekvatne koagulacije krvi), vitamin B12, tiamin i riboflavin. U njemu isto tako dolazi do zbijanja izmeta, i fekalna materija se odlaže u rektumu dok ne dođe vreme da se odbaci kroz anus putem defekacije. Debelo crevo isto tako izlučuje K+ i -. Izlučivanje hlorida je povećana kod obolelih od cistične fibroze. Recikliranje raznih nutrijenata se odvija u debelom crevu. Primeri toga su fermentacija ugljenih hidrata, kratkolančanih masnih kiselina, i ciklus ureje.
Slepo crevo je vezano za unutrašnju površinu cecuma. Ono sadrži malu količinu limfoidnog tkiva vezanog za sluzokožu što daje slepom crevu nepoznatu ulogu u imunosti. Poznato je da je slepo crevo važno u fetusnom životu pošto ono sadrži endokrine ćelije koje otpuštaju biogene amine i peptidne hormone koji su važni za homeostazu tokom ranog rasta i razvića. Slepo crevo može da bude izvađeno bez očevidnih posledica za pacijenta.
Do vremena kad himus dosegne debelo crevo, najveći deo nutrijenata i 90% vode su već apsorbovani u telo. Neki elektroliti kao što su natrijum, magnezijum, i hlorid su zaostali, kao i nesvarljivi delovi hrane (e.g., veliki deo unesene amiloze, skrob koji je do sada bio zaštićen od varenja, i prehrambena vlakna, što su uglavnom nesvarljivi ugljeni hidrati u bilo rastvornoj ili nerastvornoj formi). Kako se himus kreće kroz debelo crevo, najveći deo preostale vode biva uklonjen, dok se sa himusom meša sluz i bakterije (poznate kao crevna flora), i nastaju fekalije. Uzlazno debelo crevo prihvata fekalni materijal u tečnom stanju. Mišići creva zatim potiskuju vodasti materijal unapred i postepeno dolazi do apsorpcije sve suvišne vode, što dovodi do postupnog očvršćavanja stolice pri kretanju niz silazno crevo.
Bakterije razlažu deo vlakana radi njihove sopstvene ishrane i formiraju acetat, propionat, i butirat kao otpadne produkte, koje zatim koristi prevlaka debelog creva kao hranu. Kod ljudi oko 10% nesvarljivih ugljenih hidrata stoga postaje dostupno, mada ta količina može da varira u zavisnosti od načina ishrane; kod drugih životinja, uključujući čovekolike majmune i primate, koji imaju proporcionalno veća debela creva, veće količine postaju dostupne, što omogućava veći udeo biljnog materijala u ishrani. Debelo crevo ne proizvodi digestivne enzime — hemijsko varenje je završeno u tankom crevu pre nego što himus dospe do debelog creva. pH vrednost debelog creva varira u opsegu od 5.5 do 7 (od blago kiselog do neutralnog).

### Osmoza stalnog gradijenta
Apsorpcija vode u debelom crevu tipično se odvija nasuprot transmukoznog gradijenta osmotskog pritiska. Osmoza stalnog gradijenta je reapsorpcija vode nasuprot osmotskog gradijenta u crevima. Ćelije u crevnom pokrivnom sloju pumpaju natrijumove jone u intraćelijski prostor, povišavajući osmolarnost intercelularne tečnosti. Ovaj hipertonični fluid stvara osmotski pritisak koji dovodi do difuzije vode u laterne intercelularne prostore kroz tesne spojeve i susedne ćelije, koja zatim prelazi kroz bazalnu membranu i u capilare, dok dodatni joni natrijuma bivaju upumpavani u intercelularnu tečnost. Potrebno je da se naglasi da mada voda putuje niz osmotski gradijent u svakom pojedinačnom koraku, sveukupno gledano, voda se obično kreće nasuprot osmotskog gradijenta usled pumpanja jona natrijuma u intercelularni fluid. Ovim se omogućava debelom, crevu da apsorbuje vodu uprkos toga što je krv u kapilarima hipotonična u poređenju sa tečnošću u intestinalnom lumenu.

### Crevna flora
U debelom crevu obitava preko 700 vrsta bakterija koje obavljaju mnoštvo funkcija, kao i gljivica, protozoa, i arheja. Raznovrsnost vrsta varira u zavisnosti of geografskog položaja i ishrane. Mikroba u ljuskom debelom crevu obično ima oko 100 biliona, i oni mogu da teže oko 200 grama. Ovu masu uglavnom sačinjavaju simbiotički mikrobi. Oni se u pojedinim krugovima nazivaju „zaboravljenim organom”.
Debelo crevo apsorbuje neke od produkata koje formiraju bakterije koje nastanjuju taj organ. Nesvareni polisaharidi (vlakna) se metabolišu do kratkolančanih masnih kiselina posredstvom bakterija u debelom crevu i apsorbuju se pasivnom difuzijom. Bikarbonati koje debelo crevo izlučuju pomažu u neutralizaciji povećane kiselosti usled formiranja tih masnih kiselina.
Ove bakterije takođe proizvode velike količine vitamina, posebno vitamina K i biotina (B vitamin), koji se apsorbuju u krv. Mada ovaj izvor vitamina, generalno, pruža samo mali deo dnevnih potreba, on predstavlja znatan doprinos kad je unos prehrambenih vitamina nizak. Osoba koja zavisi od apsorpcije vitamina koje su formirale bakterije u debelom crevu može da postane vitamiski deficitarna nakon tretmana antibioticima koji inhibiraju ne samo patogene bakterije, već i one koje proizvode vitamine.
Drugi bakterijski produkti su gas gas (flatus), koji je smeša azota i ugljen-dioksida, sa malim količinama vodonika, metana, i vodonik sulfida. Bakterijska fermentacija nesvarenih polisaharida dovodi do produkcije tih gasova. Deo fekalnog zadaha potiče od indola, metabolizovanog iz aminokiseline triptofana. Normalna flora je isto tako esencijalna za razvoj pojedinih tkiva, uključujući cecum i limfne sudove.
Mikrobi debelog creva isto tako učestvuju u produkciji cros-reaktivnih antitela. To su antitela koje formira imunski sistem protiv normalne flore, koja su isto tako efektivna protiv srodnih patogena, čime se sprečava infekcija ili invazija.
Dva najprevalentnija razdela u debelom crevu su firmicutes i bacteroides. Odnos između njih znatno varira sudeći po podacima projekta ljudskog mikrobioma. Bacteroides su implicirani u inicijaciju kolitisa i raka debelog creva. Bifidobacteria su isto tako izobilno zastupljene. One se obično opisuju kao 'prijateljske bakterije'.
Sluzni sloj štiti debelo crevo od napada crevnih komensijalnih bakterija.

## Dodatne slike
- Creva
- Debelo crevo. Duboka disekcija, pogled s preda.

## Literatura
- Јовановић, Славољуб В., Нева Л. Лотрић (1987). Дескриптивна и топографска анатомија човека. Београд, Загреб: Научна књига.
- Maranduba, CM; De Castro, SB; de Souza, GT; Rossato, C; da Guia, FC; Valente, MA; Rettore, JV; Maranduba, CP; de Souza, CM; do Carmo, AM; Macedo, GC; Silva, FS (2015). „Intestinal Microbiota as Modulators of the Immune System and Neuroimmune System: Impact on the Host Health and Homeostasis”. Journal of Immunology Research. 2015: 931574. PMC 4352473 . PMID 25759850. doi:10.1155/2015/931574.
- De Preter, Vicky; Hamer, Henrike M.; Windey, Karen; Verbeke, Kristin (2011). „The impact of pre- and/or probiotics on human colonic metabolism: Does it affect human health?”. Molecular Nutrition & Food Research. 55 (1): 46—57. PMID 21207512. doi:10.1002/mnfr.201000451.
- Prakash, Satya; Rodes, Laetitia; Coussa-Charley, Michael; Tomaro-Duchesneau, Catherine; Tomaro-Duchesneau, Catherine; Coussa-Charley; Rodes (2011). „Gut microbiota: Next frontier in understanding human health and development of biotherapeutics”. Biologics: Targets and Therapy. 5: 71—86. PMC 3156250 . PMID 21847343. doi:10.2147/BTT.S19099.
- Wu, G. D.; Chen, J.; Hoffmann, C.; Bittinger, K.; Chen, Y.-Y.; Keilbaugh, S. A.; Bewtra, M.; Knights, D.; Walters, W. A.; Knight, R.; Sinha, R.; Gilroy, E.; Gupta, K.; Baldassano, R.; Nessel, L.; Li, H.; Bushman, F. D.; Lewis, J. D. (2011). „Linking Long-Term Dietary Patterns with Gut Microbial Enterotypes”. Science. 334 (6052): 105—8. Bibcode:2011Sci...334..105W. PMC 3368382 . PMID 21885731. doi:10.1126/science.1208344.

## Spoljašnje veze
- 09-118h. at Merck Manual of Diagnosis and Therapy Home Edition